# Transit de troupes allemandes au travers de la Finlande et de la Suède

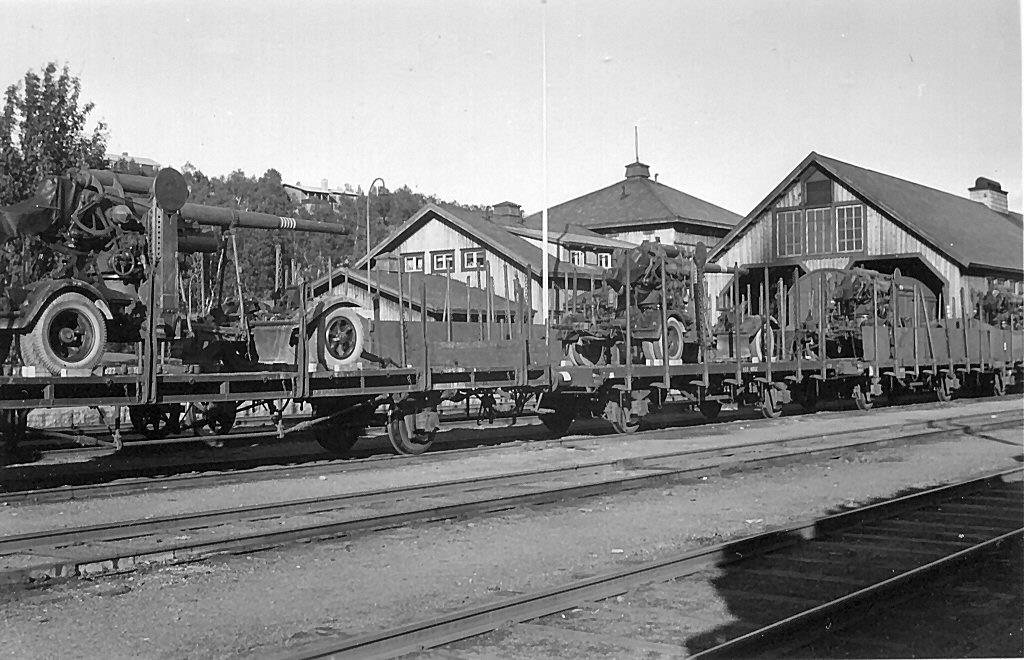
Storlien, en Suède, en 1940, trafic de transit allemand

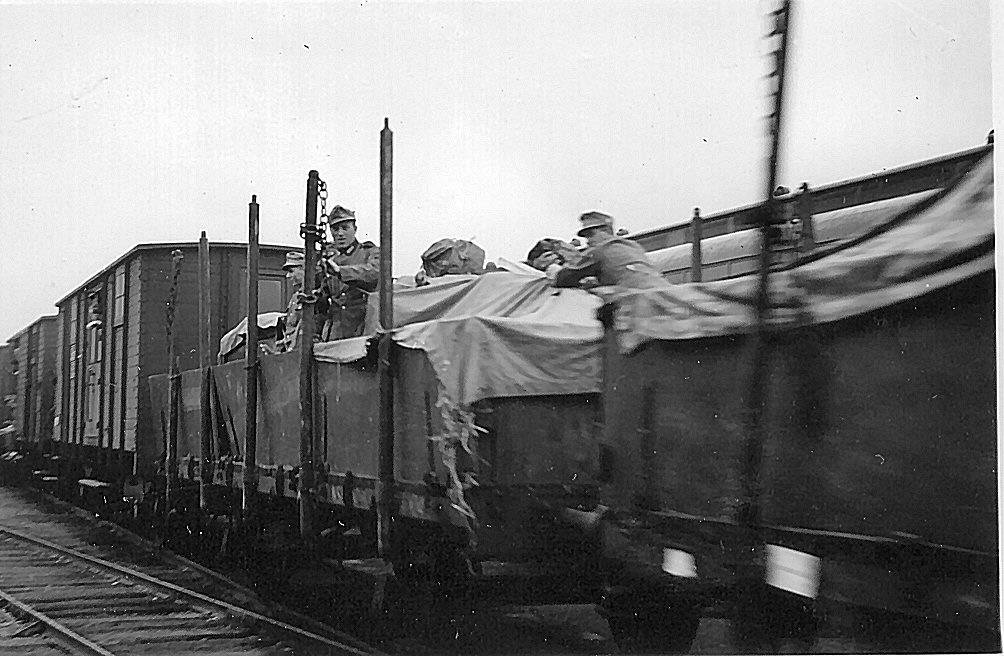
Storlien, en Suède, en 1940, trafic de transit de chasseurs alpins allemand

La question du transfert de troupes allemandes via la Finlande et la Suède pendant la Seconde Guerre mondiale est l’un des aspects les plus controversés de l’histoire de la Scandinavie moderne, tout comme la cobelligérance de la Finlande avec l’Allemagne nazie pendant la guerre de Continuation et l’exportation du minerai de fer suédois pendant la Seconde Guerre mondiale.
La concession suédoise aux demandes allemandes pendant et après l'invasion allemande de la Norvège en avril-juin 1940 fut souvent considérée comme une violation significative des politiques de neutralité antérieurement respectées dans de nombreux petits pays européens. Une fois qu'elle fut publiquement reconnue, l'Union soviétique demanda immédiatement à la Finlande une concession similaire, mais d'une plus grande portée, incitant le Troisième Reich à échanger des droits de transit similaires en Finlande contre des armes dont les Finlandais avaient grand besoin. C’était la première preuve significative d’une modification de la politique allemande, plus favorable à l’égard de la Finlande, qui finalement la placera dans une position de cobelligérance avec l’Allemagne nazie dans la guerre de continuation contre l’Union soviétique (25 juin 1941- 4 septembre 1944).

## Troupes allemandes à travers la Suède
Après l’invasion du Danemark et de la Norvège le 9 avril 1940, la Suède et les autres pays de la Baltique furent cernés par l’Allemagne nazie et l’Union soviétique, alors en bons termes, officialisés par le pacte Molotov-Ribbentrop. Les longs combats en Norvège eurent pour effet d'intensifier les demandes allemandes de soutien indirect de la part de la Suède, que les diplomates suédois repoussèrent en rappelant aux Allemands leur proximité des Suédois avec leurs frères norvégiens. Avec la fin des hostilités en Norvège, cet argument devint intenable, obligeant le Cabinet à céder aux pressions allemandes et à permettre des transports continus de troupes (sans armes), par les chemins de fer suédois, entre l'Allemagne et la Norvège.
L'ampleur de ces transports resta secrète, mais des rumeurs contraignirent  rapidement le Premier ministre Per Albin Hansson à reconnaître leur existence. Officiellement, les trains transportaient des soldats blessés et des soldats en permission (permittent-tåg), ce qui aurait toujours constitué une violation de la neutralité proclamée par la Suède.
Au total, près de 100 000 wagons de chemin de fer avaient transporté 1 004 158 militaires en permission en Allemagne et 1 037 158 en Norvège via la Suède à la dénonciation de l'accord de transit, le 15 août 1943.
Après l'invasion de l'Union soviétique par l’Allemagne au début de l'été 1941, lors de l'opération Barbarossa, les Allemands demandèrent à la Suède, le 22 juin 1941, des concessions militaires. Le gouvernement suédois accéda à ces demandes de soutien logistique. La concession la plus controversée fut la décision d'autoriser le transfert par chemin de fer de la 163ème division d'infanterie entièrement armée et prête au combat de la Norvège vers la Finlande.
En Suède, les délibérations politiques entourant cette décision furent qualifiées de « crise du milieu de l'été ». Une étude de Carl-Gustaf Scott affirme toutefois qu'il n'y a jamais eu de « crise » et que « la crise fut créée avec un recul historique dans le but de protéger l'héritage politique du Parti social-démocrate et de son chef, Per Albin Hansson »

## Transferts de troupes soviétiques à travers la Finlande
Le traité de paix de Moscou, qui avait mis fin à la guerre d’Hiver en mars 1940, imposait à la Finlande de permettre à la marine soviétique d’établir une base navale sur la péninsule de Hanko, à l’entrée du golfe de Finlande. Le traité ne contenait aucune disposition concernant un droit de transfert de troupes ou de matériel, et les dirigeants finlandais eurent l'impression que l'Union soviétique approvisionnerait la base par voie maritime.
Le 9 juillet, deux jours après que la Suède ait officiellement reconnu avoir concédé un droit de passage à l'Allemagne, le ministre des Affaires étrangères soviétique Molotov exigea la libre cession de droits de passage au travers la Finlande, via les chemins de fer finlandais. Au cours des négociations qui suivirent, les Finlandais purent limiter le nombre de trains soviétiques simultanément présent en Finlande à trois. Un accord fut signé le 6 septembre.

## Transferts de troupes allemandes à travers la Finlande
À l'été 1940, l'occupation de la Norvège par l'Allemagne nazie met en évidence la nécessité de transférer des troupes et des munitions non seulement par mer, mais aussi via les pays neutres que sont la Suède et la Finlande. La route la plus pratique vers la Norvège la plus septentrionale était une piste de camion accidentée qui traversait la Finlande. Les relations diplomatiques entre la Finlande et le Troisième Reich s’améliorèrent après la guerre d’Hiver, lorsque l’Allemagne se rangea du côté de l’Union soviétique. Le 18 août, un accord fut conclu qui permit à l’Allemagne la création de bases de soutien le long de la longue route de camions dans l’Arctique. L'accord fut maintenu secret jusqu'à l'arrivée des premières troupes allemandes dans le port de Vaasa le 21 septembre.
Les droits de transfert allemands enfreignaient, sinon la lettre, l'esprit du traité de paix russo-finlandais de Moscou, ainsi que le pacte russo-allemand Molotov-Ribbentrop, mais les Finlandais saluèrent l'accord comme un contrepoids aux pressions croissantes de l'Union soviétique. La route de transit traversant le nord de la Finlande avait une valeur symbolique non négligeable, mais son importance était faible jusqu’à l’opération Barbarossa, lorsque la route fut utilisée pour déployer cinq divisions de la Wehrmacht dans le nord de la Finlande.

## Chronologie
- 9 avril 1940 : invasion du Danemark et de la Norvège
  - La Suède accepte les demandes allemandes d’importation et d’exportation de produits en provenance ou à destination de la Norvège, comme auparavant, c’est-à-dire matériel de guerre excepté.

- 16 avril 1940 :
  - Le transport de l'approvisionnement en nourriture et en pétrole vers le nord de la Norvège permit de "sauver la population de la famine" après que la guerre eut vidé les réserves.
  - Les troupes, dont 40 "soldats de la Croix-Rouge", se virent refuser le transit.

- 18 avril 1940
  - Les 40 "soldats de la Croix-Rouge" furent autorisés à transiter dans un train chargé de matériel sanitaire. Cependant, lorsqu’il apparut qu’il contenait 90% de denrées alimentaires, selon les douanes suédoises, de nouvelles demandes de transit de "matériel sanitaire" furent rejetées.

- Avril à juin 1940
  - La Norvège protesta contre le fait que la Suède prenne trop au sérieux la neutralité, attendant un soutien accru de la part de la Norvège.
  - Les marins civils allemands reçurent un visa de transit individuel.
  - Des soldats blessés furent transportés via la Suède, et 20 autres "soldats de la croix rouge" et un médecin furent autorisés à passer avec cinq wagons contenant des denrées alimentaires.

- 18 juin 1940
  - À la fin de la guerre en Norvège, les demandes allemandes de transit furent réitérées avec plus de force. Le parlement suédois modifia officiellement sa politique de neutralité en fonction des exigences allemandes. (Le Royaume-Uni et la France furent informés avant le débat au Parlement.)

- 7 juillet 1940
  - Le Premier ministre suédois reconnait le transit lors d'un discours public à Ludvika.

- 8 juillet 1940

- - Accord suédois avec l'Allemagne nazie officialisé:
    - Un train quotidien (500 hommes) dans les deux sens Trelleborg – Kornsjø.
    - Un train hebdomadaire (500 hommes) aller-retour entre Trelleborg et Narvik.
    - L'accord avec l'Allemagne fut par la suite élargi.

- 9 juillet 1940
  - L'Union soviétique exigea des droits de transfert de troupes via la Finlande.

- 15 juillet 1940
  - Protestation du gouvernement norvégien en exil et du gouvernement du Royaume-Uni contre les concessions de la Suède à l'égard des revendications allemandes.

- Août 1940
  - Après l'occupation soviétique des républiques baltes, elles furent annexées à l'Union soviétique, faisant de l'Union soviétique une puissance dominante dans la mer Baltique, aux côtés du Troisième Reich.

- 18 août 1940
  - Un envoyé allemand s'accorda sur les droits de transit de troupes avec les dirigeants finlandais:
    - La Wehrmacht fut autorisée à utiliser
      - les ports de Vaasa, d’Oulu, de Kemi et de Tornio.
      - les lignes de chemin de fer des ports à Ylitornio et Rovaniemi.
      - les routes depuis Ylitornio et Rovaniemi au nord de la Norvège, et l’établissement de dépôts le long des routes.

  - L'accord fut ensuite étendu au port de Turku.

- 6 septembre 1940
  - Le traité de transit de troupes entre la Finlande et l'Union soviétique fut signé:
    - L'Union soviétique peut utiliser les lignes ferroviaires entre la frontière soviétique et Hanko.
    - Seuls trois trains furent autorisés à se rendre simultanément en Finlande.

- Avril 1941
  - Alors que le gouvernement suédois prenait au sérieux les plans allemands d'attaque de la Russie, le Cabinet et le commandant en chef discutèrent de la manière dont la Suède pourrait réagir en cas de guerre entre l'Allemagne, la Finlande et la Russie.
  - Le commandant en chef mit en garde contre le danger d'une politique de neutralité persistante, qui pourrait provoquer la colère et l'occupation allemandes. Des plans de coopération avec l'Allemagne et la Finlande furent élaborés.
  - Des membres individuels du Cabinet envisagèrent une coopération avec l'Union soviétique, mais celle-ci fut farouchement rejetée par une large majorité.

- Milieu de l’été 1941
  - À la suite de l'attaque de l'Allemagne contre la Russie au milieu de l'été 1941, la Suède connut sa plus grave crise gouvernementale:
    - Le 22 juin 1941, l’invasion allemande de l’Union soviétique commença avec l’opération Barbarossa.
      - L’Allemagne exigea que la division d’Engelbrecht (163. Div. Div.), armée, soit acheminée de la Norvège à la Finlande.

- -     - 23 juin 1941
      - Le Cabinet examina le transit demandé pour une division armée (division Engelbrecht) du nord de la Norvège au nord de la Finlande. Les agrariens, les libéraux et la droite soutinrent la demande conjointe finno-allemande. Certains sociaux-démocrates s'y opposèrent.
      - Le roi déclara « qu'il ne ferait pas partie de ceux qui donneraient une réponse négative à la demande de la Finlande et de l'Allemagne », ce que le Premier ministre évoqua avec tact en parlant d'une menace d'abdication. Il ne fut pas démontré de manière décisive si l'interprétation du Premier ministre était purement tactique ou s'il avait perçu une intention honnête d'envisager une abdication de la part du roi, mais le bilan et la personnalité du premier ministre parlent pour la théorie tactique.

- -     - 24 juin 1941
      - Le groupe parlementaire social-démocrate décida, avec les voix 72 contre 59, de tenter de convaincre les autres partis de rejeter la demande, mais de se mettre d'accord au cas où ils insisteraient.
      - Les autres partis semblaient prêts à diviser le Cabinet.

- -     - 25 juin 1941
      - Le gouvernement suédois accepta le transit de la division Engelbrecht.
      - L'Union soviétique organisa une attaque aérienne majeure avec 460 avions contre des cibles finlandaises.
      - Le gouvernement finlandais publia une déclaration selon laquelle la Finlande était en guerre, la guerre de continuation.

- 9 juillet 1941
  - Les transports de troupes allemands Tannenberg, Preussen et Hansestadt Danzig furent coulés par des mines suédoises dans les eaux suédoises au sud d'Öland. 200 Allemands se noyèrent.

- 11 juillet 1941
  - Les ambitions officielles de la Finlande pour une Grande Finlande furent connues à l'étranger avec la publication de l'Ordre du jour de Mannerheim du 10 juillet, intitulé Déclaration de l'épée au fourreau.
  - Nouvelles exigences en matière de transit d'une division armée de Trelleborg à Tornio.

- Semaines suivantes de juillet 1941
  - L'attitude du public suédois à l'égard des demandes de la Finlande et de l'Allemagne devint de moins en moins favorable.
  - Le transit des troupes fut proposé via les eaux suédoises le long de la côte suédoise avec une escorte suédoise.

- Automne 1941
  - Plusieurs demandes d’exportation et de transit portant atteinte à la neutralité sont rejetées au cours de l’automne suivant.

- En 1943, alors que les perspectives de l'Allemagne commençaient à faiblir, l'opinion publique suédoise se retourna contre l'accord et les pressions de la Grande-Bretagne et des États-Unis s'accrurent. Le 29 juin 1943, le Cabinet suédois déclara que les transits devaient cesser avant octobre 1943. Le 5 août, il fut officiellement annoncé que les transits devaient cesser[3].

## Dans la culture populaire
Attentatet i Pålsjö skog est une uchronie de 1996 écrit par Hans Alfredson. Dans le livre, un groupe de communistes suédois fait exploser un train allemand traversant la Suède, tuant Eva Braun qui est à bord. Hitler est furieux et envahit la Suède, qui se rend le 12 mai 1941.
« Konjak & nazister » (« Cognac et Nazis »), une chanson d'Euskefeurat, raconte l'histoire d'un sabotage d’un train allemand à Abisko où est percé un trou au fond d'un wagon de marchandises pour obtenir le grand tonneau de cognac.
Karl Gerhard interpréta la chanson « Den ökända hästen från Troja » (Le cheval de Troie infâme) en 1940 et fut ensuite interdite. La chanson utilise la mélodie d'Isaac Dounaïevski avec de nouveaux mots en suédois de Lille Bror Söderlundh. Lorsque la chanson fut jouée, un grand cheval de Dalécarlie fut amené sur la scène, mais au lieu de jambes, il avait des colonnes. Il avait également une cinquième colonne qui s’ouvrit et dont Karl Gerhard sortit.